# Diaptomus rehmanni
Diaptomus rehmanni is een eenoogkreeftjessoort uit de familie van de Diaptomidae. De wetenschappelijke naam van de soort is voor het eerst geldig gepubliceerd in 1913 door Grochmalicki.